# Aysun Ayhan
Aysun Ayhan; z domu Özbek (ur. 18 marca 1977 w Stambule) – turecka siatkarka, reprezentantka kraju, środkowa W 2003 roku zdobyła srebrny medal na mistrzostwach Europy, rozgrywanych w Turcji.
Karierę sportową zakończyła w 2011 r.

## Sukcesy

### reprezentacyjne
Mistrzostwa Europy:
- 2003

### klubowe
Mistrzostwa Turcji:
- 1997, 1998, 2004, 2005
- 2001, 2002, 2003, 2006

Puchar Turcji:
- (2011)

Puchar Top Teams:
- 2004

Puchar Challenge:
- 2008

## Nagrody indywidualne
- 2004 – najlepiej blokująca zawodniczka Pucharu Top Teams
- 2006 – najlepiej blokująca zawodniczka sezonu ligi tureckiej
- 2008 – MVP Pucharu Challenge